# Ellyas Pical
Ellyas Pical (* 24. März 1960 in Saparua, Indonesien) ist ein ehemaliger indonesischer Boxer im Superfliegengewicht.

## Profikarriere
Am 5. Mai 1985 boxte er gegen Ju-Do Chun um den Weltmeistertitel des Verbandes IBF und siegte durch technischen K. o. in Runde 8. Diesen Titel verteidigte er noch im selben Jahr gegen Wayne Mulholland und verlor ihn im darauffolgenden Jahr an César Polanco. Allerdings schlug Pical Polanco im direkten Rückkampf und eroberte dadurch den IBF-Weltmeister erneut.
Im Dezember desselben Jahres verteidigte er diesen Titel gegen Dong-Chun Lee durch K. o. und verlor ihn Ende Februar des darauffolgenden Jahres an Khaosai Galaxy durch technischen K. o. in der 14. Runde.
Am 10. Oktober des Jahres 1987 wurde Pical zum dritten Mal IBF-Weltmeister, als er Tae-Il Chang durch geteilte Punktentscheidung besiegte. Den Gürtel verteidigte er insgesamt dreimal und verlor ihn im Oktober 1989 an Juan Polo Pérez nach Punkten.